# St. Veit im Innkreis
Pour les articles homonymes, voir Sankt Veit.
St. Veit im Innkreis est une commune autrichienne du district de Braunau en Haute-Autriche.